# Thermosara flavipuncta
Thermosara flavipuncta är en fjärilsart som beskrevs av George Francis Hampson 1926. Thermosara flavipuncta ingår i släktet Thermosara och familjen nattflyn. Inga underarter finns listade i Catalogue of Life.